# 拉斯帕拉斯德卡斯特略特
拉斯帕拉斯德卡斯特略特，是西班牙阿拉贡自治区特鲁埃尔省的一个市镇。总面积42平方公里，总人口79人（2001年），人口密度2人/平方公里。